# José Francisco Chaves

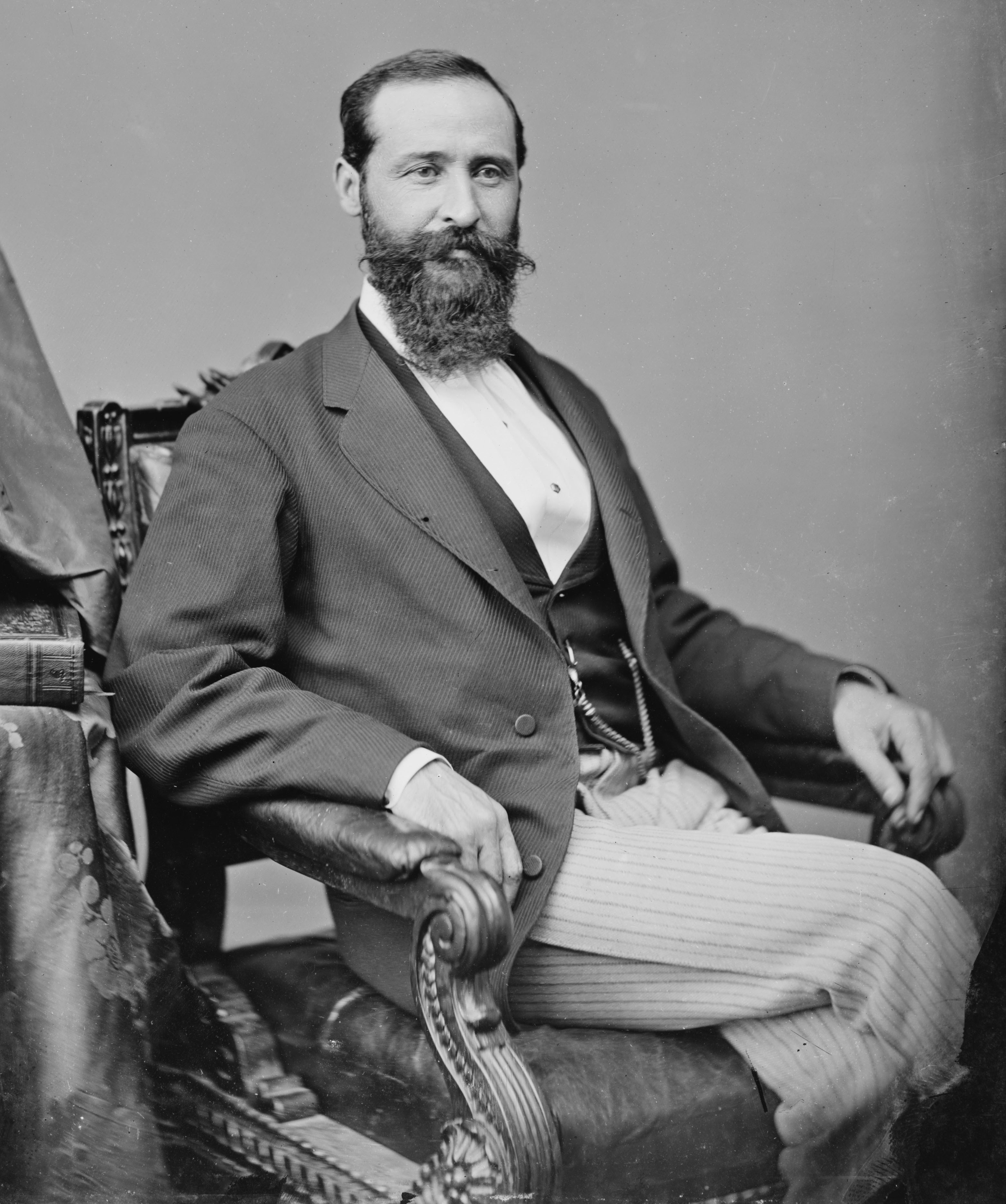
José Francisco Chaves

José Francisco Chaves (* 27. Juni 1833 in Padillas, Mexiko; † 26. November 1904 in Pinoswells, New Mexico) war ein US-amerikanischer Politiker. Zwischen 1865 und 1867 sowie zwischen 1869 und 1871 vertrat er das New-Mexico-Territorium als Delegierter im US-Repräsentantenhaus.

## Frühe Jahre
José Chaves wurde in Padillas im heutigen New Mexico geboren. Zum Zeitpunkt seiner Geburt gehörte dieses Gebiet aber noch zur mexikanischen Provinz Santa Fe de Nuevo México. Seine schulische Ausbildung erhielt er in St. Louis in Missouri. Danach studierte er am New York College of Physicians and Surgeons Medizin. Nach dem Ende seines Studiums zog er in das New-Mexico-Territorium, wo er als Viehzüchter arbeitete.

## Aufstieg zum Kongressmitglied
Chaves war acht Legislaturperioden lang Mitglied und Präsident des territorialen Regierungsrats in New Mexico. Während des Bürgerkriegs diente er als Major und später als Oberstleutnant in der Armee der Union. Er wurde Mitglied der Republikanischen Partei und als deren Kandidat im Jahr 1864 zum Delegierten im US-Repräsentantenhaus gewählt. Dort löste er am 4. März 1865 Francisco Perea ab. Bei den Wahlen im Jahr 1866 unterlag er Charles P. Clever von der Demokratischen Partei. Damit musste Chaves seinen Delegiertensitz am 3. März 1867 aufgeben. Allerdings legte er gegen die Wahl Clevers Widerspruch ein, dem dann auch stattgegeben wurde. Am 20. Februar 1869, zwei Wochen vor Ablauf der Legislaturperiode am 3. März, erhielt er seinen Sitz im Kongress zurück, den er bis zum 3. März 1871 behalten konnte, weil er die regulären Wahlen des Jahres 1868 für die neue Legislaturperiode gewonnen hatte. Bei den nächsten Wahlen unterlag Chaves aber dem Demokraten José Manuel Gallegos.

## Weiterer Lebenslauf
Nach dem Ende seiner politischen Zeit in Washington war Chaves Farmer und Viehzüchter in New Mexico. Zwischen 1875 und 1877 war er Bezirksstaatsanwalt im zweiten juristischen Bezirk des New-Mexico-Territoriums. Im Jahr 1889 war er Präsident der verfassungsgebenden Versammlung von New Mexico. Ab 1903 war er Schulminister des Territoriums. Im gleichen Jahr wurde er als State Historian mit der Aufarbeitung von dessen Geschichte betraut. José Chaves konnte dieses Amt aber nicht mehr antreten, weil er am 26. November 1904 einem Attentat zum Opfer fiel.